# キャサリン・ペンドレル
キャサリン・ペンドレル（Catharine Pendrel、1980年9月30日 - ）は、カナダ、フレデリクトン出身の女子自転車競技（マウンテンバイク・クロスカントリー(XC)）選手。

## 来歴
2007年
- パンアメリカン競技大会・XC 優勝

2008年
- 北京オリンピック・XC 4位
- ワールドカップ・XC 総合2位

2009年
- 世界選手権 XCチームリレー 2位
- ワールドカップ・XC 総合3位

2010年
- カナダ選手権・XC 優勝
- ワールドカップ・XC 総合優勝

2011年
- 世界選手権・XC 優勝
- ワールドカップ・XC 総合2位

2012年
- ロンドンオリンピック・XC 9位
- ワールドカップ・XC 総合優勝

2014年
- 世界選手権・XC 優勝
- ワールドカップ・XC 総合2位

2016年
- リオオリンピック・XC 3位